# Beaufortia anisandra
Beaufortia anisandra är en myrtenväxtart som beskrevs av Johannes Conrad Schauer. Beaufortia anisandra ingår i släktet Beaufortia och familjen myrtenväxter. Inga underarter finns listade i Catalogue of Life.